# Rudolf Dettelmaier
Rudolf Dettelmaier (* 10. April 1903 in Kautzen; † 30. Jänner 1991 in Wien) war ein österreichischer Physiker und Bibliothekar. Er leitete von 1952 bis 1986 die Universitätsbibliothek Wien. In seiner Amtszeit als Direktor wurde die Bibliothek umgebaut und modernisiert.

## Leben
Rudolf Dettelmaier maturierte am Stiftsgymnasium Seitenstetten und studierte anschließend Mathematik und Physik an der Universität Wien. Er schrieb 1931 seine Dissertation zum Thema Bestimmung der Zahl der α-Partikeln aus Polonium und wurde 1932 zum Doktor der Philosophie promoviert.
Er arbeitete ab 1934 als Bibliothekar an verschiedenen Bibliotheken, bevor er 1935 an die Universitätsbibliothek Wien kam. Nach Ableistung seines Wehrdienstes im Zweiten Weltkrieg kehrte er 1945 aus der Kriegsgefangenschaft zurück an seinen Arbeitsplatz und beteiligte sich am Wiederaufbau der Bibliothek und der Rückführung der Bücher, die aufgrund der Luftangriffe auf Wien im Krieg nach Niederösterreich ausgelagert gewesen waren.
Rudolf Dettelmaier war ab 1952 bis zu seinem Ruhestand 1968 der Direktor der Universitätsbibliothek Wien. In seiner Amtszeit fanden von 1964 bis 1968 umfassende Umbaumaßnahmen der Bibliothek im Hauptgebäude der Universität Wien durch den Architekten Erich Boltenstern statt. Von 1960 bis 1962 war er zudem Präsident der Vereinigung Österreichischer Bibliothekare.

## Auszeichnungen und Ehrungen
- 1961: Ernennung zum wirklichen Hofrat
- 1965: Großes Ehrenzeichen für Verdienste um die Republik Österreich
- 1968: Bick-Medaille in Silber (Ehrung der Vereinigung Österreichischer Bibliothekare)